# Tales to Astonish
Tales to Astonish est un comic édité par Atlas Comics  &  Marvel Comics de janvier 1959 à mars 1968. Plusieurs personnages  sont apparus pour la première fois comme Henry Pym, La Guêpe, Groot... mais c'est Hulk qui a vu son personnage se développer dans Tales to Astonish puis sous le nom de The Incredible Hulk. C'est un comics qui fait partie de l'Âge d'argent des comics. Tales to Astonish connut la censure du Comics Code Authority.

## Histoire
Du no 1 au no 34 (janvier 1959 - août 1962), Tales to Astonish est un comic book anthologique de science-fiction, souvent des histoires de monstres et d'extra-terrestres, publié d'abord sous la bannière d'Atlas Comics, puis sous la bannière de Marvel Comics (à partir de juillet 1961). Dans le no 27 (janvier 1962), apparait pour la première fois le personnage d'Henry Pym, qui deviendra plus tard Ant-Man, dans un court récit intitulé "The Man in the Ant Hill!". À partir du no 35 (septembre 1962), Henry Pym revient sous le masque d'Ant-Man et il partage le titre avec de courts récits de science-fiction. Au no 49 (novembre 1963), Ant-Man devient Giant-Man.
À partir du no 60 (octobre 1964), Giant-Man partage le titre avec l'incroyable Hulk mais à partir du no 70 (août 1966), il cède la place au Sub-Mariner qui partage toujours le titre avec l'incroyable Hulk Les premières histoires de Hulk sont dessinées par Steve Ditko qui est ensuite remplacé successivement par Jack Kirby et Gil Kane. À partir du no 92 Marie Severin dessine les aventures de Hulk sur des scénarios de Stan Lee. L'encrage est assuré par Herb Trimpe qui devient plus tard le dessinateur attitré de Hulk Marie Severin, en plus des pages intérieures dessine aussi les couvertures un mois sur deux. Elle reste sur le titre jusqu'au no 101 qui est le dernier numéro du titre. En effet, à partir du no 102 publié en avril 1968, Tales to Astonish devient The Incredible Hulk dédié uniquement à l'incroyable Hulk alors que Namor the Sub-Mariner paraît, avec Iron Man (en provenance de Tales of Suspense), dans un unique numéro de "Iron Man and Sub-Mariner" (avril 1968) avant de migrer vers son propre titre "The Sub-mariner" en mai 1968.
Une relance du titre, "Tales to Astonish Starring the Sub-Mariner" (nos 1-14), est publiée de décembre 1979 à janvier 1981 par Marvel.

## Listes des personnages apparus
- Ant-Man
- Hulk
- Tales to Astonish Starring the Sub-Mariner (#1-14)
- Le Caméléon
- La Guêpe
- Madman
- Black Knight (comics) Le Chevalier Noir
- Destiny (Paul Destine)
- Maître de l'évolution
- Giant-Man / Goliath (comics) / Henry Pym
- Ultron
- Hawkeye
- Porcupine
- Hijacker
- Gorilla-Man
- Gorgilla
- Droom! The Living Lizard !
- Mummex, King of Mummies
- Groot, The Monstre from Planet X !

## Collaborateurs
Steve Ditko, Stan Lee, Larry Lieber, Jack Kirby, Al Hartley, Dick Ayers, Don Heck, Paul Reinman, Christopher Rule, Steve Gerber, John Buscema, Roy Thomas, Gene Colan, Steve Englehart, Herb Trimpe, Jack Davis, Joe Sinnott, Bob Forgione

## Publication en France
Nombre des histoires publiées dans ce comic sont parues en français dans les années 60 à 80, dans les petits formats de la Collection Comics Pocket (Eclipso, Etranges Aventures,  Hulk, etc.) ou aux Éditions Lug dans  Strange ou  Strange Spécial Origines.